# 臺灣棒花蒲桃
臺灣棒花蒲桃，又名棒花赤楠、棒萼赤楠，为桃金娘科蒲桃属的植物，为台灣植物。分布在台湾等地。